# Africanictis
Africanictis — вимерлий рід котовидих ссавців, що жив протягом епохи міоцену Африки з 23.03 до 11.610 млн років.
Вважається, що африкантіс мав всеїдну — або, точніше, від гіперм’ясоїдної до мезохижої — дієту.